# Dulafiden

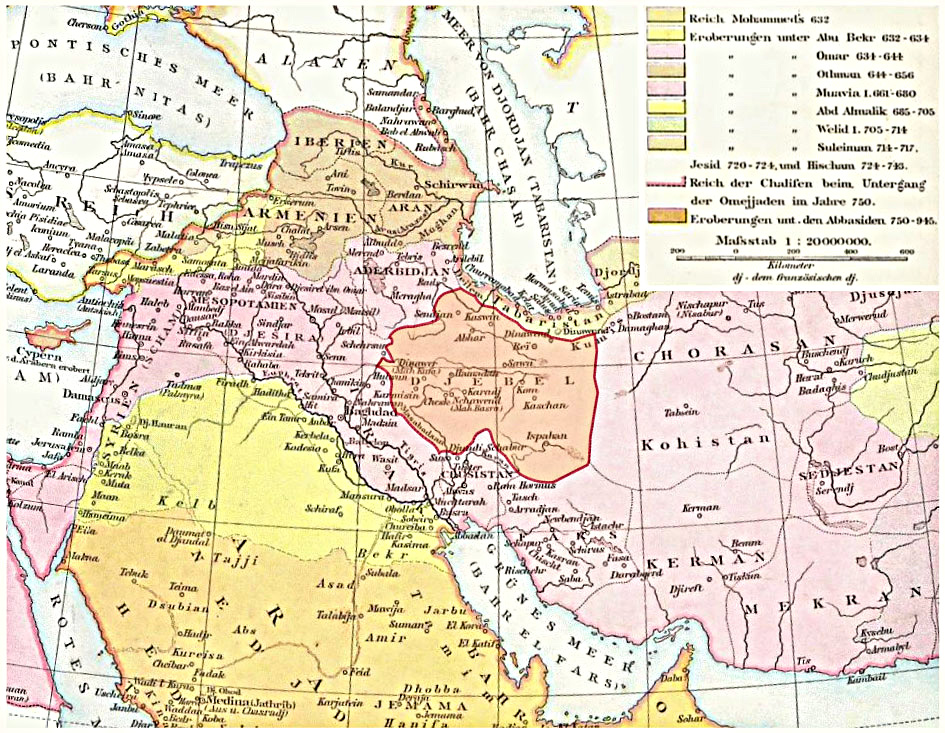
Die Lage der Provinz Dschibal (auf der Karte „Djebel“ genannt) innerhalb des Kalifenreiches

Die Dulafiden oder Dolafiden (arabisch الدلفيين) waren eine arabische Dynastie, die im 9. Jahrhundert als Gouverneure von Dschibāl für die abbasidischen Kalifen dienten. Während der Schwächung der Autorität der Kalifen nach 861 wurden die Dulafiden zunehmend unabhängiger. Im letzten Jahrzehnt des 9. Jahrhunderts wurden sie jedoch von den Abbasiden besiegt, die Dschibāl wieder in ihr Reich eingliederten.

## Geschichte
Die Dulafiden gehörten dem arabischen Stamm der Banu 'Ajal an, der bei der muslimischen Eroberung des Irak an vorderster Front kämpfte. Die genaue Abstammungslinie der Dynastie ist laut verschiedener Quellen umstritten, aber die ersten Mitglieder, die zuverlässig datiert werden können, waren der Händler Idris und sein Bruder Isa, Söhne von Ma'qel, die während der Herrschaft des Umayyaden Hischām ibn ʿAbd al-Malik (reg. 724–743) in Kufa wohnten. Die Brüder wurden von den umayyadischen Behörden inhaftiert, aber der genaue Grund ist unklar: entweder war es ein Handelsstreit oder laut al-Balādhurī die Unterstützung für die abbasidischen Gegner. Verschiedene Quellen berichten sogar, dass Abū Muslim, der spätere Führer der abbasidischen Revolution, ursprünglich ein Diener der Dulafiden war, bis er von der abbasidischen Familie gekauft wurde, aber diese Behauptungen könnten durchaus spätere Erfindungen sein, um ihr Ansehen zu verbessern.
Idris sammelte schließlich etwas Reichtum an und zog später in die Zagros-Region, kaufte in der Nähe von Hamadan viel Land und ließ sich dort nieder. Sein Sohn Isa zog jedoch mit seinen Söhnen weiter nach Isfahan, wo sie laut Ibn al-Samʿānī öfters Reisende überfielen. Irgendwann in der Regierungszeit von al-Mahdi (reg. 775–785) nahmen sie aber einen legitimeren Lebensstil an und ließen sich in Karadsch nieder. Im Laufe der Zeit wurden ihre Besitztümer um Karadsch immer mehr und im 9. Jahrhundert besaßen sie große Teile von Kulturland, und sogar Paläste und Festungen.
Der erste dulafidische Gouverneur von Dschibāl wurde Isas' Sohn Abu Dulaf al-Ijli, der vom Kalifen Harun al-Rashid (reg. 786–809) in die Position berufen wurde. Abu Dulaf zeichnete sich durch seine Gelehrsamkeit, Kompetenz und Integrität aus, so dass er, als er im Nachfolgekrieg von Harun al-Rashid auf der Verliererseite stand, vom Sieger al-Ma'mun (reg. 813–832) begnadigt wurde und seine Position behielt. Abu Dulaf unterhielt besonders gute Beziehungen zu al-Ma'muns Nachfolger al-Mu'tasim (reg. 832–842) und diente ihm sowohl als militärischer Befehlshaber gegen die Churramiten als auch als Gouverneur; wurde sogar der Trinkbegleiter des Kalifen und starb 839/40 in Bagdad. Sein Bruder Ma'qel war auch Mitglied des abbasidischen Hofes, diente als Militärbefehlshaber und machte sich als Dichter einen Namen.
Abu Dulafs lange Herrschaft festigte die Autorität seiner Familie in Dschibāl. Die Dulafiden erhielten ihre Gebiete – bekannt als al-Igharayn, "die beiden Lehen" – als erblichen Besitz, sie regierten fast unabhängig von der Kalifenregierung, entrichteten nur einen jährlichen Tribut und hatten das Recht, ihr eigenes Geld zu prägen. Nach Abu Dulafs Tod trat sein Sohn Abd al-Aziz die Nachfolge in seiner Position als Gouverneur von Dschibāl an, während ein anderer Bruder Hisham am Hofe des Kalifen 865/66 für ca. 20 Jahren als General diente. Als die abbasidische Autorität in den peripheren Provinzen in den 860er Jahren während der "Anarchie in Samarra" zusammenbrach, begannen die Dulafiden zunehmend als unabhängige Herrscher zu agieren, was die abbasidische Regierung dazu veranlasste, 867 zwei Strafkampagnen zu starten, wobei die Dulafiden-Festung von Karadsch geplündert wurde. Das Schicksal von Abd al-Aziz ist unklar, aber er blieb wahrscheinlich bis zu seinem Tod 873/74 auf seinem Posten. Ihm folgte sein Sohn Dulaf nach und nach dessen Tod in Isfahan in 878/79 dessen Bruder Ahmad.
Ahmad hatte eine prekäre und ambivalente Beziehung zur zentralen abbasidischen Regierung und spielte eine wichtige Rolle in ihrer Beziehung zur aufstrebenden Macht der Saffariden. Ahmad war seit 879 ein Vasall des saffaridischen Herrschers Amr ibn al-Layth, trat aber 884/85 nach dem Bruch zwischen den Saffariden und dem abbasidischen Regenten al-Muwaffaq auf die Seite der Abbasiden über. Er wurde zum Gouverneur von Fars und Kirman berufen und brachte 886 Amr ibn al-Layth eine schwere Niederlage bei, sah sich dann aber einer Invasion von al-Muwaffaq in 889/90 auf sein Territorium gegenüber  und wurde im nächsten Jahr von Amr besiegt. Später befahl ihm der neue abbasidische Kalif al-Mu'tadid (reg. 892–902), Rayy vom abtrünnigen General Rafi ibn Harthama zurückzuerobern.
Nach Ahmads Tod im Jahr 893 griff al-Mu'tadid schnell in die Nachfolgestreitigkeiten zwischen Ahmads Söhnen Bakr und Umar ein, um die Autorität des Kalifen wiederherzustellen: 894 besuchte der Kalif Dschibāl persönlich und übertrug die Dulafid-Gebiete von Rayy, Qazvin, Ghom und Hamadan an seinen eigenen Sohn Ali al-Muktafi, während er Umar die Region um Karadsch und Isfahan ließ. Schließlich wurden 896 die Dulafiden abgesetzt und ein Kalifengouverneur Isa al-Nushari in Isfahan eingesetzt. Umars Brüder starteten für eine Weile einen Guerillakrieg gegen die Abbasiden, aber ohne Erfolg. Der letzte Dulafide, Abu Layla al-Harith, starb 897/98 in einer Schlacht versehentlich durch sein eigenes Schwert, womit die Dynastie endete.

## Herrscher
Gemäß C. E. Bosworth, The New Islamic Dynasties:
- Abu Dulaf al-Ijli (bis c. 840)
- Abd al-Aziz ibn Abu Dulaf (c. 840–874)
- Dulaf ibn Abd al-Aziz (874–879)
- Ahmad ibn Abd al-Aziz (879–893)
- Umar ibn Ahmad ibn Abd al-Aziz (893–896)
- Abu Layla al-Harith (896–897)